# Dohaavtalet
För andra betydelser, se Dohaavtalet (olika betydelser).
Dohaavtalet (eng: The Doha Document for Peace in Darfur, DDPD 2011) är ett fredsavtal som undertecknades i juni 2011 mellan bland annat rebellgruppen JEM och den sudanesiska regeringen i Khartoum. Avtalet slöts i Doha, Qatar efter förhandlingar som pågått under 2,5 år.
Avtalet innehåller flera delar, bland annat att befolkningen i Darfur ska få ekonomisk kompensation för vad de utsatts för under Darfurkonflikten.
Av avtalet framgår också att regionen Darfur garanteras viss autonomi bland annat genom upprättandet av ett eget styrande råd som ska inneha både den lagstiftande och utövande makten i regionen.
Det framgår också av avtalet att vicepresidentposten för Sudan ska innehas av en darfuri.
Andra områden som avtalet behandlar är bland annat maktdelning, förmögenhetsdelning, mänskliga rättigheter, rättvisa och försoning, samt intern dialog.
Dohaavtalet stöds av bland annat FN:s generalsekreterare Ban Ki-Moon, Afrikanska unionen och Arabförbundet. 
Enligt avtalet skulle UNAMID vara ordförande för kommissionen för vapenvila samt delta i  kommissionen för implementering och uppföljning.

## Bakgrund
I början av 2000-talet formades ett starkt missnöje mot den arabiska makteliten i Khartoum som en följd av klimatförändringar, rubbad maktbalans, en ökning av slavhandeln med icke-arabiska darfurier samt en ökad arabiserings- och islamiseringskampanj under ledning av den dåvarande presidenten Omar al-Bashir. 
År 2003 beslutade regeringen att kuva upproret och använde samma taktik som använts för att kväsa upproret i södra Sudan vilket inkluderade flygbombningar, tvångsförflyttningar på etnisk grund och rekrytering av paramilitära, etniska miliser. Regeringen riktade i synnerhet in sig på den del av befolkningen i Darfur som hade annan etnicitet än arabisk. 
Redan år 2004 gjordes försök till vapenvila och samma år gick en fredsbevarande styrka från Afrikanska unionen, AMIS, in i Darfur. År 2008 etablerades en ny gemensam från FN och Afrikanska unionen, UNAMID.

## Avtal och innehåll
Avtalet har sju kapitel och en bilaga som behandlar mänskliga rättigheter och grundläggande friheter, maktdelning och Darfurs administrativa status, förmögenhetsdelning, ersättning och återvändande för internflyktingar och flyktingar,  rättvisa och försoning, permanent vapenvila och slutliga säkerhetsarrangemang, intern dialog och samråd samt  genomförandemetoder och slutbestämmelser samt tidsplan för genomförande.

### Kapitel 1 Mänskliga rättigheter och grundläggande friheter
Består av 18 punkter som behandlar  främjandet och skydd av mänskliga rättigheter och grundläggande friheter.

### Kapitel 2 Maktdelning och Darfurs administrativa status
Kapitel 2 består av 14 avsnitt som totalt omfattar 76 punkter avseende bland annat allmänna principer för maktdelning, den nationella verkställande och lagstiftande makten, rättsväsendet, offentliga institutionerna samt försvaret. 

### Kapitel 3 Förmögenhetsdelning
Består av 26 delar, totalt 131 punkter avseende bland annat förvaltning och utveckling av petroleumsektorn, naturresurser och utveckling av mark.

### Kapitel 4 Ersättning och återvändande för internflyktingar och flyktingar
Består av 14 delar, totalt 60 punkter som bland annat reglerar ekonomisk kompensation till offer för konflikten, familjeåterföreninhar och säkerhet för invånare.

### Kapitel 5 Rättvisa och försoning
Består av sju delar, totalt 56 punkter som avser det nationella rättsväsendet, en sannings- och försoningsprocess samt inrättandet av specialdomstol för Darfur.

### Kapitel 6 Permanent vapenvila och slutliga säkerhetsarrangemang
Består av 13 delar, totalt 137 punkter fällande eldupphör, militära buffertzoner och andra säkerhetsarrangemang.

### Kapitel 7 Intern dialog och samråd samt  genomförandemetoder och slutbestämmelser
Består av tre delar som behandlar de praktidka aspekterna av avtalet.

### Bilaga: Tidsplan för genomförande
En detaljerad tidsplan för genomförandet av respektive punkt i avtalet samt en redogörelse för vem eller vilka som ansvarar för att det uppfylls.

## Efterspel
Konflikten har efter att avtalet slöts ändå fortsatt även om antalet avlidna var störst  början av konflikten. Darfur har efter en folkomröstning år 2016 delats in i fem delstater i stället för tre, vilket var den administrativa indelningen då avtalet slöts. Ett nytt fredsavtal slöts mellan den sudanesiska regeringen och rebellgrupper år 2020.